# 관서당 남성재
관서당남성재(官書堂南城齋)은 대한민국 전북특별자치도 남원시 쌍교동에 있는 서당이다. 2000년 6월 23일 전북특별자치도의 문화재자료 제156호로 지정되었다.

## 개요
관서당은 조선 후기에 세운 서당이다. 관원들의 자제가 주로 배우는 곳으로 ‘관서당’이라고 불렀다. 남성재는 남원에 남아 있는 유일한 관서당이다. 앞면 4칸·옆면 2칸 규모이며, 지붕은 옆면에서 볼 때 여덟 팔(八)자 모양인 팔작지붕으로 꾸몄다.
건물은 가운데 마루를 두고 왼쪽과 오른쪽에 방이 있는 배치로서, 마루는 앞면 2칸·옆면 2칸으로 모두 4칸 규모이다. 현재 서쪽방은 앞뒤 2칸을 통칸으로 사용하고 있으며, 동쪽방 앞에는 마루를 깔아 툇마루를 구성하고 뒷벽에는 벽장을 달았다.
성 남쪽에 있어 ‘성남재’로 불리다가 광복 후에 남성재로 이름을 바꾸었다.
광복 후까지 서당으로 있었는데, 남성재와 같이 향교와 서원 외에 서당이 현존하는 예는 드문 경우다.

## 현지 안내문
관서당(官書堂) 남성재(南城齋) 광한루 뒷편에 자리한 이 건물은 1875년에 세운 것으로, 하급관리들의 자제들이 수학하던 학당이다. 원래 이름은 <성남재(城南齋)>였으나, 해방 이후에 지금의 이름으로 바뀌었다. 남원에는 예전에 남성재, 성동재, 운봉관서당 등 세 개의 관서당이 있었으나, 지금은 남성재만이 남아 있다. 한 때 남원에 살고 있는 노씨와 이씨, 그리고 조씨 등 세 집안에서 장학회를 조직하고 학생들을 후원하여 남성재가 성황을 이룬 적도 있으나, 지금은 쇠퇴하고 말았다.

## 참고 자료
- 관서당남성재 - 국가유산청 국가유산포털